# Kyle Jean-Baptiste
Kyle Jean-Baptiste (New York, 3 dicembre 1993 – New York, 29 agosto 2015) è stato un attore e cantante statunitense.

## Biografia
Dopo aver studiato presso la Fiorello H. LaGuardia High School (dove divenne amico di Ansel Elgort) e la Baldwin Wallace University, Kyle Jean-Baptiste ha recitato in diverse produzioni regionali di commedie e musical, tra cui Singin' in the Rain, Le allegre comari di Windsor, The Music Man e Les Misérables a Cleveland nel ruolo di Enjolras.
Nel giugno 2015 è diventato un membro del cast del musical Les Misérables a Broadway, dove ricopriva il ruolo minore dello studente Courfeyrac e allo stesso era il primo sostituto di Ramin Karimloo per la parte del protagonista Jean Valjean; il 23 luglio 2015 è andato in scena per la prima volta nei panni di Jean Valjean, diventando non solo il più giovane interprete del ruolo a Broadway, ma anche il primo afroamericano. Dal novembre 2015 avrebbe dovuto entrare a far parte del cast del musical Il colore viola con Jennifer Hudson a Broadway.
È morto al Woodhull Hospital di New York il 29 agosto 2015 a causa dei traumi riportati dalla caduta dalle scale antincendio della casa della madre. In suo onore le luci dell'Imperial Theatre sono state spente per un minuto il 1 settembre, un omaggio riservato alle grandi leggende di Broadway.